# Céline et Julie vont en bateau
Pour plus de détails, voir Fiche technique et Distribution.
Céline et Julie vont en bateau, sous-titré Phantom Ladies Over Paris, est un film français réalisé par Jacques Rivette, sorti en 1974.

## Synopsis
À Paris, Julie (Dominique Labourier), bibliothécaire et magicienne à ses heures, rencontre Céline (Juliet Berto), jeune danseuse-prestidigitatrice de cabaret. Céline est difficile à aborder, mais, comme le lapin d'Alice au pays des merveilles, elle entraîne Julie dans une quête fantastique autour d'une vieille maison, rue du Nadir-aux-Pommes, qui est peut-être la maison de l'enfance de Julie, peut-être le lieu d'une étrange comédie, « un mélodrame de l'Odéon », que des acteurs fantômes semblent rejouer sans cesse. Dans les intervalles de ce drame énigmatique, les deux jeunes femmes devenues complices s'amusent à déjouer les projets d'un impresario suspect ou d'un fiancé trop entreprenant. La fantaisie de Rivette explore toutes les combinaisons du thème La vie est un songe ou La vie est une comédie.

## Fiche technique
- Réalisation : Jacques Rivette
  - Assistant réalisateur : Luc Béraud
- Scénario : Jacques Rivette et ses interprètes, Eduardo de Gregorio
- Musique : Jean-Marie Sénia
- Photographie : Jacques Renard
- Montage : Nicole Lubtchansky
- Production : Les Films du losange
- Pays de production :  France
- Genre : comédie dramatique, fantastique
- Durée : 192 minutes
- Date de sortie : 
  - France : 18 septembre 1974

## Distribution
- Juliet Berto : Céline
- Dominique Labourier : Julie
- Bulle Ogier : Camille
- Marie-France Pisier : Sophie
- Barbet Schroeder : Olivier
- Nathalie Asnar : Madlyn
- Marie-Thérèse Saussure : Poupie
- Philippe Clévenot : Guilou
- Anne Zamire : Lil
- Jean Douchet : M'sieur Dédé
- Adèle Taffetas : Alice
- Monique Clément : Myrtille
- Jérôme Richard : Julien
- Michel Graham : Boris
- Jean-Marie Sénia : Cyrille

## Autour du film
- Jacques Rivette avait abordé le thème du « film infini » avec Out 1 : en partant d'une situation initiale, il explore toutes les possibilités en changeant les personnages et les évènements.
- Les Petites Marguerites, film tchécoslovaque de Věra Chytilová, sorti huit ans plus tôt, explore aussi les facéties de deux jeunes femmes en marge de la société.
- Juliet Berto et Dominique Labourier avaient déjà joué ensemble trois ans auparavant dans Camarades de Marin Karmitz.
- Le 23 février 2024, lors de la 49e Cérémonie des Césars, l'actrice et cinéaste Judith Godrèche évoque ce film en conclusion de son discours témoignant des violences sexistes et de la « culture du viol » régnant selon elle dans le cinéma français[1] : « Il faut se méfier des petites filles, elles touchent le fond de la piscine, elles se cognent, elles se blessent mais elles rebondissent. Les petites filles sont des punks qui reviennent déguisées en hamster et pour rêver à une possible révolution, elles aiment se repasser ce dialogue de Céline et Julie vont en bateau : – Céline: Il était une fois. – Julie : Il était deux fois. Il était trois fois. – Céline: Il était que, cette fois, ça ne se passera pas comme ça. Pas comme les autres fois. »